# الکساندر کورسیک
الکساندر کورسیک (به انگلیسی: Alexander Korsik) (زاده ۱۹۵۶) کارآفرین، بازرگان و مدیر ارشد اجرایی روس است، که در حال حاضر به‌عنوان مدیر عامل شرکت باش‌نفت فعالیت می‌نماید.